# Titularbistum Ioannina
Ioannina (ital.: Janina) ist ein Titularbistum der römisch-katholischen Kirche. 
Es geht zurück auf einen früheren Bischofssitz in der antiken Stadt Ioannina einer antiken Stadt in der römischen Provinz Syria Palaestina bzw. Palaestina Prima und gehörte der Kirchenprovinz Caesarea in Palaestina an.
| Titularbischöfe von Ioannina |                            |                                                      |                 |                 |
| Nr.                          | Name                       | Amt                                                  | von             | bis             |
| 1                            | Walter Philip Kellenberg   | Weihbischof in New York (USA)                        | 25. August 1953 | 19. Januar 1954 |
| 2                            | Quirino Clemente Bonefacic | emeritierter Bischof von Spalato-Macarska (Kroatien) | 9. Mai 1954     | 28. Januar 1957 |
| 3                            | Glennon Patrick Flavin     | Weihbischof in Saint Louis (USA)                     | 17. April 1957  | 29. Mai 1967    |